# James Heatly
James Heatly (Winchester, 20 maggio 1997) è un tuffatore britannico.

## Biografia
Suo nonno Peter Heatly fu un tuffatore e dirigente sportivo di caratura internazionale: partecipò a due edizioni dei Giochi olimpici estivi (Londra 1948 e Helsinki 1952) e fu presidente della Commonwealth Games Federation dal 1986 al 1990.
Ha studiato al George Watson's College di Edimburgo.
Ha rappresentato la Gran Bretagna ai Giochi europei di Baku 2015 dove ha vinto la medaglia d'oro nel trampolino 3 metri, quella di bronzo nel trampolino 1 metro e, in coppia con Ross Haslam, quella d'argento nel concorso dei tuffi dal trampolino 3 metri sincro.
Ai Giochi del Commonwealth di Gold Coast 2018 ha vinto la medaglia di bronzo nel trampolino 1 metro in rappresentanza della Scozia, concludendo la gara alle spalle dell'inglese Jack Laugher e dell'australiano James Connor.
Agli europei di nuoto di Glasgow 2018 ha vinto la medaglia di bronzo concorso del trampolino 1 metro, terminando dietro al connazionale Jack Laugher (oro) ed all'italiano Giovanni Tocci (argento).

## Palmarès
- Mondiali

Budapest 2022: bronzo nel sincro 3m misti e nella squadra mista.
- Europei di nuoto/tuffi

Glasgow 2018: bronzo nel trampolino 1m.
Kiev 2019: bronzo nel trampolino 3m.
Roma 2022: argento nel sincro 3m misti e bronzo nella squadra mista.
- Giochi europei

Baku 2015: oro nel trampolino 3m, argento nel sincro 3m e bronzo nel trampolino 1m.
Cracovia 2023: argento nel sincro 3m misti.
- Giochi del Commonwealth

Gold Coast 2018: bronzo nel trampolino 1m.
Birmingham 2022: oro nel sincro 3m.